# Selección de voleibol de Chile

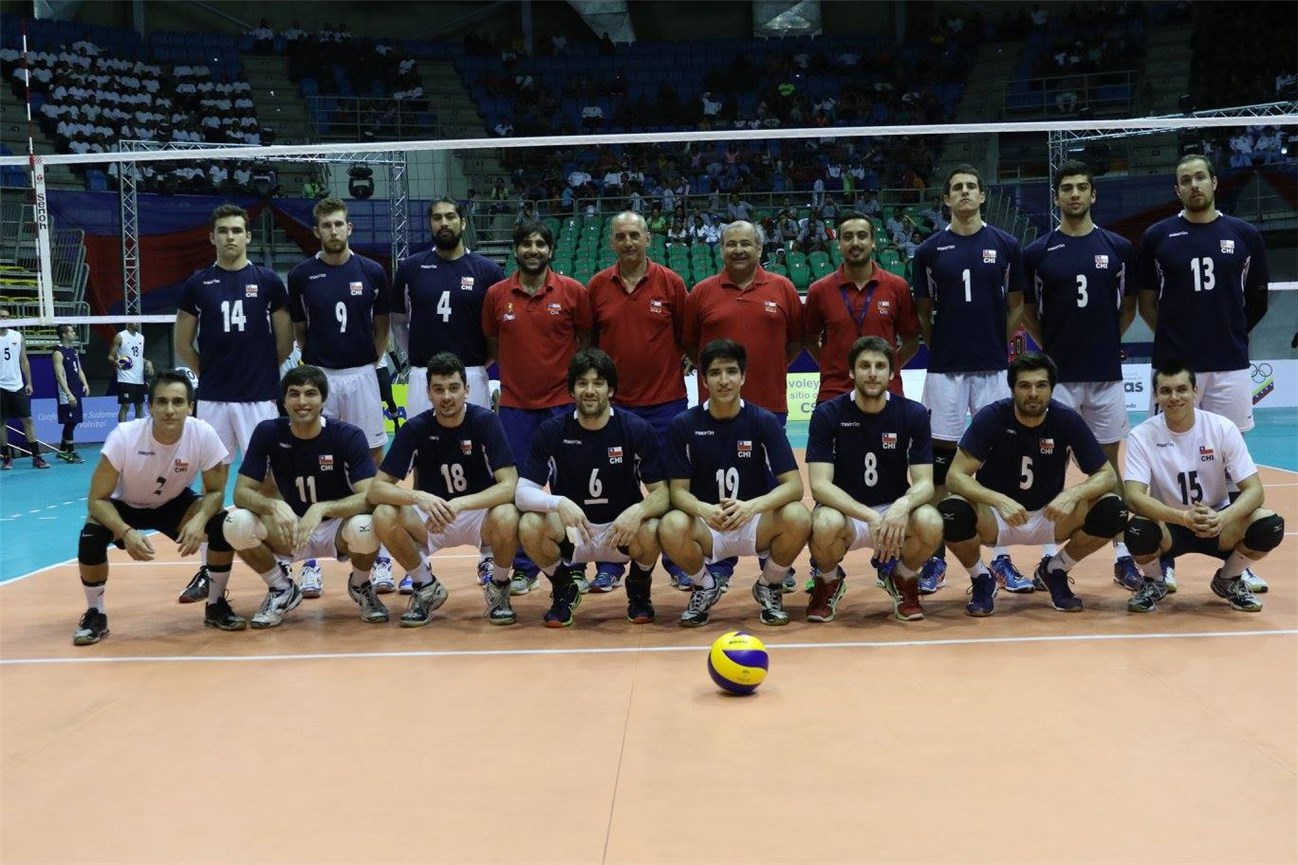
Selección masculina de vóleibol en el Torneo Preolímpico 2015 efectuado en Caracas, Venezuela.

La selección de voleibol de Chile, también conocida como Guerreros Rojos, es el equipo representativo de dicho país en la categoría masculina de voleibol tanto en competiciones internacionales como en encuentros amistosos. Su organización está a cargo de la Federación de Vóleibol de Chile (Fevochi).
Sus mayores logros son las medallas de oro en los Juegos Odesur 2022 y los Juegos Bolivarianos 2013, los primeros lugares en los torneos clasificatorios para los Juegos Panamericanos Santiago 2023 y el clasificatorio sudamericano para la Challenger Cup 2018; además de aquellas medallas obtenidas en los Campeonatos Sudamericanos: plata en Lima 1961 y bronce en Santos 1967, Santiago 1981, Sao Paulo 1983, Córdoba 1993, Santiago 2019 y Brasilia 2021.
Chile ha participado una sola vez en los Mundiales de Voleibol adulto, en Argentina 1982, cuando quedaron eliminados en primera ronda. Jugaron en el Grupo B, junto con Unión Soviética, Bulgaria y Estados Unidos. Casualmente, la selección femenina de este deporte jugó ese mismo año su también único mundial, Perú 1982.

## Clasificación a su primer mundial
La clasificación al mundial se disputaría en el Campeonato Sudamericano del año 1981, dicho campeonato se realizó en Chile, por lo que había gran expectación con una posible clasificación al mundial por parte de la selección chilena, además Argentina ya estaba clasificada a la cita planetaria por ser local de la competición y Brasil también estaba clasificado al haber terminado dentro de los 12 primeros equipos del mundial anterior, por lo que los 2 cupos disponibles los disputarían Chile, Venezuela, Uruguay, Paraguay y Colombia.
El día 12 de julio la selección chilena debía de enfrentar a su similar de Colombia en el primera partido, pero los cafeteros no se presentaron al campeonato, por lo que el primer partido de Chile fue frente a Paraguay, con victoria para los locales por 15-10, 15-4 y 15-1, un excelente debut para Chile que al día siguiente tendría libre, así pues el 14 de julio Chile vencía a Uruguay por 3 sets a 1, lo que dejaba muy bien parado al cuadro local, el día 15 de julio Chile se enfrentaría a Venezuela, cuadro con bastante mayor historia en voleibol, pero al ser locales las opciones de chilenos aumentaba, en un disputado partido Chile lograría vencer a Venezuela y de paso quedar prácticamente clasificado al mundial, el día 16 de julio Chile perdería con un poderoso Brasil de forma inapelable por parciales de 5-15, 5-15 y 2-15, el último día de competencia para la "roja" sería el 17 de julio, donde caería ante Argentina. El torneo terminaría el día 18 de julio, con Chile logrando un destacado tercer lugar y logrando por primera vez en su historia la clasificación al Campeonato Mundial de Voleibol, donde estarían las 24 mejores selecciones del planeta.
Resultados
- wo  (Grupo Único)
- 3-0  (Grupo Único)
- 3-1  (Grupo Único)
- 3-0  (Grupo Único)
- 0-3  (Grupo Único)
- 0-3  (Grupo Único)

## Mundial de Argentina 1982
La selección chilena quedó sorteada en el grupo B, el cual sería un grupo realmente muy disparejo para las aspiraciones de los nacionales, pues quedó sorteado en el mismo grupo que la selección de Unión Soviética (5 veces campeón del mundo hasta ese entonces y ganador de ese mundial), el seleccionado de Bulgaria (subcampeón del mundo en 1970 y plata olímpica en 1980) y la selección de Estados Unidos (3 veces medalla de oro en los Juegos Panamericanos hasta ese entonces), todas de nivel mundial. El primer duelo de los chilenos fue frente a la Unión Soviética el 2 de octubre de 1982, en la ciudad de Catamarca (Argentina), lugar donde se llevarían a cabo todos los duelos de grupo, Chile tendría un partido en el que iría de menos a más, pero al final nunca pudo equipararse al conjunto soviético y terminaría perdiendo por 0-15, 4-15 y 8-15, los otros 2 partidos del grupo serían prácticamente iguales, con un Chile que nunca pudo igualar las fuerzas de los oponentes producto de la inexperiencia y falta de nivel, con Bulgaria los chilenos perderían por parciales de 5-15, 5-15 y 3-15, mientras que contra Estados Unidos perdería por 1-15, 1-15 y 5-15.
- 0-3  (Grupo B)
- 0-3  (Grupo B)
- 0-3  (Grupo B)

Sin ninguna chance de seguir avanzando en el mundial la selección debía ir a la disputa de puestos secundarios, con los objetivos claros de ganar al menos un partido y no terminar en el último lugar del torneo, Chile iría al grupo J, donde estaría con las selecciones de Estados Unidos (no volvería a jugar contra ellos), Libia, Venezuela, Iraq y Rumanía. En su primera duelo Chile debió enfrentarse a Rumanía en un partido donde nuevamente se vio superado por el rival, el duelo terminó con victoria rumana por parciales de 5-15, 4-15 y 3-15, pero al día siguiente Chile mostraría su mejor voleibol y haría historia al ganar por primera vez un partido en un Campeonato Mundial, ganándole a la selección de Libia por marcador de 15-10, 15-12 y 15-8, luego Chile y Venezuela protagonizarían un partido muy parejo y de gran nivel el cual terminaron ganando los venezolanos por 8-15, 18-16, 8-15, 15-13 y 10-15, la participación en el grupo terminó con una derrota a manos de Iraq por parciales de 13-15, 6-15 y 8-15.
- 0-3  (Grupo J)
- 3-0  (Grupo J)
- 2-3  (Grupo J)
- 0-3  (Grupo J)

La selección chilena terminaría su participación en el mundial disputando los puestos 21-24, en donde debería de enfrentarse a la selección de Australia, en un duelo en que Chile comenzaría de gran manera y se fue diluyendo de a poco, el seleccionado chileno terminaría inclinándose por marcador de 15-13, 10-15, 3-15 y 2-15, con esto Chile tendría que jugar el partido por no quedar en la última posición, en donde nuevamente debería de enfrentar a Libia, en este partido nuevamente ganarían los chilenos ahora por parciales de 7-15, 15-8, 15-9 y 15-1. La selección chilena de esta forma terminaba su participación en su primer Campeonato Mundial con las estadísticas de 2 partidos ganados, 7 partidos perdidos, 9 sets ganados y 22 sets perdidos.
- 1-3  (Disputa del puesto 21 al 24)
- 3-1  (Disputa por el puesto 23)

## La llegada de Daniel Nejamkin
En el año 2010 la federación tomó la decisión de traer un entrenador con grandes pergaminos para que se hiciera cargo de la selección adulta y juveniles, es así como el elegido para dicho cargo resultó ser el argentino Daniel Nejamkin, un entrenador con una gran trayectoria con pasos por clubes de Argentina, Italia y España, además de haber sido segundo entrenador de la selección adulta de Argentina.
Chile al mando del argentino poco a poco fue dejando atrás los últimos lugares sudamericanos y fue mejorando progresivamente su nivel de voleibol, posicionándose dentro de las 4 mejores selecciones de Sudamérica y dentro de las 10 mejores de toda América. Al mando de Nejamkin Chile logró clasificarse a 3 Mundiales de Voleibol U19 de forma consecutiva en los años 2013, 2015 y 2017, siendo el Campeonato del Mundo del 2013 donde Chile logró los mejores resultados y la base de la selección adulta actual, también gracias al técnico Chile ha podido estar en el podio de los Juegos Odesur de Santiago 2014 (Plata), Cochabamba 2018 (Plata) y Asunción 2022 (Oro), algo que no había ocurrido antes, además después de 48 años Chile volvió a clasificarse a los Juegos Panamericanos, sumando así otro logro de la selección al mando del destacado entrenador.
Campeonato Mundial de Voleibol Masculino Sub-19 2013
- 3-0  (Fase de Grupos)
- 3-2  (Fase de Grupos)
- 0-3  (Fase de grupos)
- 1-3  (Fase de grupos)

Chile terminó tercero en su grupo con lo que avanzó a los octavos de final.
- 0-3  (Octavos de final)
- 1-3  (Disputa del lugar 9.º-16.º)
- 3-1  (Disputa del lugar 13.º-16)
- 3-2  (Disputa del lugar 13.º)

Chile terminó en el lugar 13.º del Campeonato Mundial U19.
Campeonato Mundial de Voleibol Masculino Sub-19 de 2015
- 3-2  (Fase de Grupos)
- 0-3  (Fase de Grupos)
- 0-3  (Fase de grupos)
- 0-3  (Fase de grupos)

Chile terminó cuarto en su grupo con lo que avanzó a los octavos de final.
- 0-3  (Octavos de final)
- 0-3  (Disputa del lugar 9.º-16.º)
- 2-3  (Disputa del lugar 13.º-16.º)
- 0-3  (Disputa del lugar 15.º)

Chile terminó en el lugar 16.º del Campeonato Mundial U19.
Campeonato Mundial de Voleibol Masculino Sub-19 de 2017
- 0-3  (Fase de Grupos)
- 0-3  (Fase de Grupos)
- 0-3  (Fase de grupos)
- 0-3  (Fase de grupos)

Chile terminó quinto en su grupo con lo que no avanzó a los octavos de final.
- 3-1  (Disputa del lugar 17.º-20.º)
- 2-3  (Disputa del lugar 17.º-20.º)
- 1-3  (Disputa del lugar 17.º-20)

Chile terminó en el lugar 19.º del Campeonato Mundial U19.

## Partidos oficiales desde el año 2010
Juegos Odesur 2010
- 3-1  (Fase de Grupos)
- 2-3  (Fase de Grupos)
- 0-3  (Semifinal)
- 1-3  (Medalla de Bronce)

Chile terminó en el cuarto lugar.
Campeonato Sudamericano de Voleibol Masculino de 2011
- 0-3  (Grupo Único)
- 0-3  (Grupo Único)
- 0-3  (Grupo Único)
- 3-0  (Grupo Único)
- 3-2  (Grupo Único)
- 3-0  (Grupo Único)

Chile terminó en el quinto lugar.
Preolímpico Sudamericano 2012
- 0-3  (Grupo Único)
- 0-3  (Grupo Único)
- 2-3  (Grupo Único)

Chile terminó en el último lugar.
Campeonato Sudamericano de Voleibol Masculino de 2013
- 0-3  (Grupo Único)
- 3-0  (Grupo Único)
- 2-3  (Grupo Único)
- 0-3  (Grupo Único)

Chile terminó en el cuarto lugar.
Premundial Sudamericano 2013
- 0-3  (Grupo Único)
- 1-3  (Grupo Único)
- 3-0  (Grupo Único)

Chile terminó en el tercer lugar.
Juegos Bolivarianos 2013
- 3-0  (Grupo Único)
- 3-0  (Grupo Único)
- 3-1  (Grupo Único)
- 3-2  (Grupo Único)
- 3-0  (Grupo Único)

Chile terminó ganando la medalla de oro.
Juegos Odesur 2014
- 3-0  (Grupo Único)
- 3-0  (Grupo Único)
- 3-0  (Grupo Único)
- 1-3  (Grupo Único)

Chile terminó ganando la medalla de plata.
Clasificación Sudamericana a la Copa del Mundo
- 3-0  (Fase de Grupos)
- 0-3  (Fase de Grupos)
- 1-3  (Fase de Grupos)
- 0-3  (Semifinal)
- 3-0  (Disputa del 3.º Lugar)

Chile terminó en el tercer lugar
Campeonato Sudamericano de Voleibol Masculino de 2015
- 1-3  (Fase de Grupos)
- 1-3  (Fase de Grupos)
- 3-0  (Fase de Grupos)
- 3-1  (Disputa del 5.º Lugar)

Chile terminó en el quinto lugar.
Preolímpico Sudamericano 2015
- 2-3  (Grupo Único)
- 0-3  (Grupo Único)
- 3-2  (Grupo Único)

Chile terminó en el tercer lugar.
Preolímpico Intercontinental 2016
- 3-0  (Grupo Único)
- 1-3  (Grupo Único)
- 3-1  (Grupo Único)

Chile terminó en el segundo lugar.
Copa Panamericana de Voleibol Masculino de 2016
- 1-3  (Fase de Grupos)
- 1-3  (Fase de Grupos)
- 3-0  (Disputa por puestos secundarios)
- 3-0  (Disputa del quinto lugar)

Chile terminó en el quinto lugar.
Campeonato Sudamericano de Voleibol Masculino de 2017
- 3-0  (Fase de Grupos)
- 3-0  (Fase de Grupos)
- 1-3  (Fase de Grupos)
- 0-3  (Semifinal)
- 0-3  (Disputa por el tercer lugar)

Chile terminó en el cuarto lugar.
Premundial Sudamericano 2017
- 1-3  (Grupo Único)
- 3-0  (Grupo Único)

Chile terminó en el segundo lugar.
Juegos Bolivarianos 2017
- 3-0  (Grupo Único)
- 2-3  (Grupo Único)
- 1-3  (Grupo Único)
- 3-0  (Semifinal)
- 1-3  (Final)

Chile terminó ganando la medalla de plata.
Clasificatorio Sudamericano a la Challenger Cup
- 3-0  (Grupo Único)
- 3-0  (Grupo Único)
- 3-0  (Grupo Único)

Chile terminó en el primer lugar.
Juegos Odesur 2018
- 3-1  (Grupo Único)
- 3-0  (Grupo Único)
- 3-0  (Grupo Único)
- 3-1  (Grupo Único)
- 0-3  (Grupo Único)
- 2-3  (Final)

Chile terminó ganando la medalla de plata.
Copa Challenger de Voleibol Masculino de 2018
- 0-3  (Fase de Grupos)
- 1-3  (Fase de Grupos)

Chile terminó en el quinto lugar junto a Kazajistán.
Copa Panamericana de Voleibol Masculino de 2018
- 1-3  (Fase de Grupos)
- 0-3  (Fase de Grupos)
- 3-0  (Fase de Grupos)
- 3-0  (Disputa por puestos secundarios)
- 1-3  (Disputa por el séptimo puesto)

Chile terminó en el octavo lugar.
Copa Panamericana de Voleibol Masculino de 2019
- 3-1  (Fase de Grupos)
- 3-1  (Fase de Grupos)
- 3-0  (Fase de Grupos)
- 3-0  (Cuartos de Final)
- 0-3  (Semifinal)
- 0-3  (Disputa por el tercer lugar)

Chile terminó en el cuarto lugar.
Copa Challenger de Voleibol Masculino de 2019
- 0-3  (Fase de Grupos)
- 0-3  (Fase de Grupos)

Chile terminó en el sexto lugar.
Juegos Panamericanos 2019
- 3-1  (Grupo Único)
- 1-3  (Grupo Único)
- 3-1  (Grupo Único)
- 1-3  (Semifinal)
- 0-3  (Disputa por la medalla de bronce)

Chile terminó en el cuarto lugar.
Campeonato Sudamericano de Voleibol Masculino de 2019
- 3-0  (Fase de Grupos)
- 3-0  (Fase de Grupos)
- 1-3  (Fase de Grupos)
- 0-3  (Semifinal)
- 3-0  (Disputa por el tercer lugar)

Chile terminó en el tercer lugar.

## Palmarés
Challenger Cup
- Cuarto Lugar (1): 2023

Juegos Panamericanos
- Cuarto Lugar (1): 2019

Copa Panamericana
- Medalla de bronce (1): 2023
- Cuarto Lugar (2): 2019, 2022

Campeonato Sudamericano
- Medalla de plata (1): 1961
- Medalla de bronce (6): 1967, 1981, 1983, 1993, 2019, 2021

Juegos Suramericanos
- Medalla de oro (1): 2022
- Medalla de plata (2): 2014, 2018

Torneo Prepanamericano
- Medalla de oro (1): 2022

Fase Sudaméricana de la Challenger Cup
- Medalla de oro (1): 2018[1][2]

Juegos Bolivarianos
- Medalla de oro (1): 2013
- Medalla de plata (2): 2017, 2022

## Palmarés Juvenil
Sudamericano Sub-23
- Medalla de bronce (1): 2014

Copa Panamericana Sub-23
- Medalla de bronce (1): 2016

Sudamericano Sub-21
- Medalla de bronce (7): 1972, 1980, 1982, 1984, 2014, 2018, 2022

Copa Panamericana Sub-21
- Medalla de bronce (1): 2011
- Cuarto Lugar (2): 2015, 2019

Sudamericano Sub-19
- Medalla de bronce (5): 1984, 1986, 1988, 2012, 2014

Copa Panamericana Sub-19
- Medalla de plata (1): 2017
- Cuarto Lugar (1): 2019

Sudamericano Sub-17
- Medalla de bronce (2): 2011, 2014, 2023

## Equipo actual
La nómina de jugadores de la selección masculina de vóleibol de Chile que participó en el Campeonato Sudamericano de Voleibol Masculino de 2021, en el Torneo clasificatorio de voleibol masculino para los Juegos Panamericanos Santiago 2023 y en los Juegos Suramericanos de 2022 fue la siguiente:
Director técnico:  Daniel Nejamkin
| N.º | Nombre              | Edad                              | Altura | Peso   | Ataque | Bloqueo | Posición | Club                         |
| --- | ------------------- | --------------------------------- | ------ | ------ | ------ | ------- | -------- | ---------------------------- |
| 1   | Simón Guerra        | 19 de enero de 1996 (29 años)     | 201 cm | 87 kg  | 350 cm | 330 cm  | Central  | IBB Polonia London           |
| 2   | Vicente Ibarra      | 14 de mayo de 2001 (24 años)      | 203 cm | 90 kg  | 335 cm | 320 cm  | Punta    | Club Ciudad de Buenos Aires  |
| 3   | Gabriel Araya       | 1 de junio de 1995 (30 años)      | 201 cm | 92 kg  | 345 cm | 330 cm  | Central  | AS Kerkis                    |
| 4   | Tomás Parraguirre   | 1 de marzo de 1991 (34 años)      | 198 cm | 113 kg | 335 cm | 315 cm  | Opuesto  | Arona Tenerife Sur           |
| 7   | Rafael Albornoz     | 12 de noviembre de 1996 (28 años) | 193 cm | 85 kg  | 347 cm | 327 cm  | Punta    | Arona Tenerife Sur           |
| 9   | Dusan Bonacić       | 19 de julio de 1995 (29 años)     | 198 cm | 93 kg  | 351 cm | 326 cm  | Punta    | Al Rayyan SC Volleyball Team |
| 10  | Vicente Mardones    | 18 de diciembre de 1999 (25 años) | 208 cm | 90 kg  | 350 cm | 320 cm  | Opuesto  | Limestone University         |
| 11  | Vicente Parraguirre | 14 de octubre de 1994 (30 años)   | 196 cm | 91 kg  | 341 cm | 315 cm  | Punta    | Club Ciudad de Buenos Aires  |
| 13  | Lucas Lavín         | 15 de mayo de 2000 (25 años)      | 188 cm | 74 kg  | 310 cm | 290 cm  | Libero   | Stadio Italiano              |
| 14  | Esteban Villarreal  | 1 de agosto de 1997 (27 años)     | 193 cm | 83 kg  | 325 cm | 305 cm  | Armador  | Unicaja Costa de Almería     |
| 15  | Sebastián Castillo  | 19 de julio de 1995 (29 años)     | 180 cm | ¿? kg  | 318 cm | 305 cm  | Libero   | Deportes Usach               |
| 16  | Tomás Gago          | 11 de junio de 1997 (28 años)     | 198 cm | 85 kg  | 350 cm | 335 cm  | Central  | Purdue University Fort Wayne |
| 17  | Jaime Bravo         | 10 de noviembre de 2001 (23 años) | 181 cm | 70 kg  | 300 cm | 290 cm  | Libero   | Full Volley                  |
| 18  | Kaj Bonacić         | 13 de octubre de 2004 (20 años)   | 190 cm | 85 kg  | 340 cm | 322 cm  | Punta    | Club Deportivo Murano        |
| 19  | Matías Banda        | 9 de mayo de 1995 (30 años)       | 191 cm | 83 kg  | 325 cm | 310 cm  | Armador  | IBB Polonia London           |